# Виноделие в Канаде

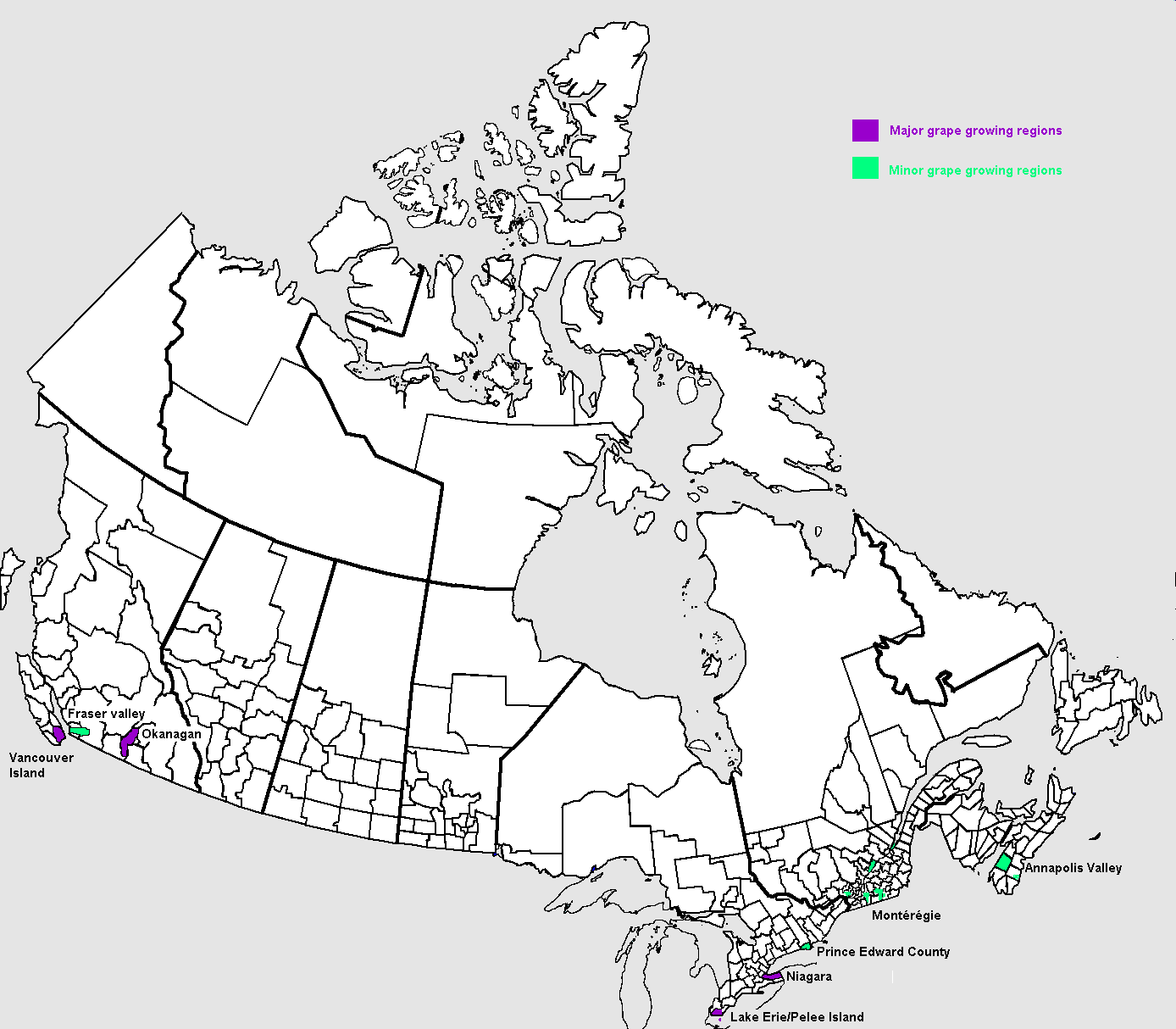
Районы культивирования винограда в Канаде. Фиолетовым цветом показаны основные регионы выращивания винограда

Виноделие в Канаде — винодельческая промышленность Канады, развита в основном на юге Британской Колумбии и в Южном Онтарио.
Больше всего вина производится в двух областях в Канаде — в долине Оканаган в Британской Колумбии и на Ниагарском полуострове (Онтарио), где имеется 79 винодельческих хозяйств. Другие производящие вино регионы в Британской Колумбии включают в себя долину Симилкамеен, южную долину реки Фрейзер, юг острова Ванкувер и остров Гулф. В округе Онтарио вино производится на берегах озера Эри и в Принс-Эдвард-Каунти. Также растёт число небольших предприятий — производителей винограда и вина в южном Квебеке и в Новой Шотландии. 
В 2002 году в Канаде было произведено 75,9 млн литров вина (0,3 % мирового производства).
Самый признанный продукт на международном рынке — это ледяное вино, которое производится в большинстве канадских винных областей, особенно в долине Оканаган.

## История

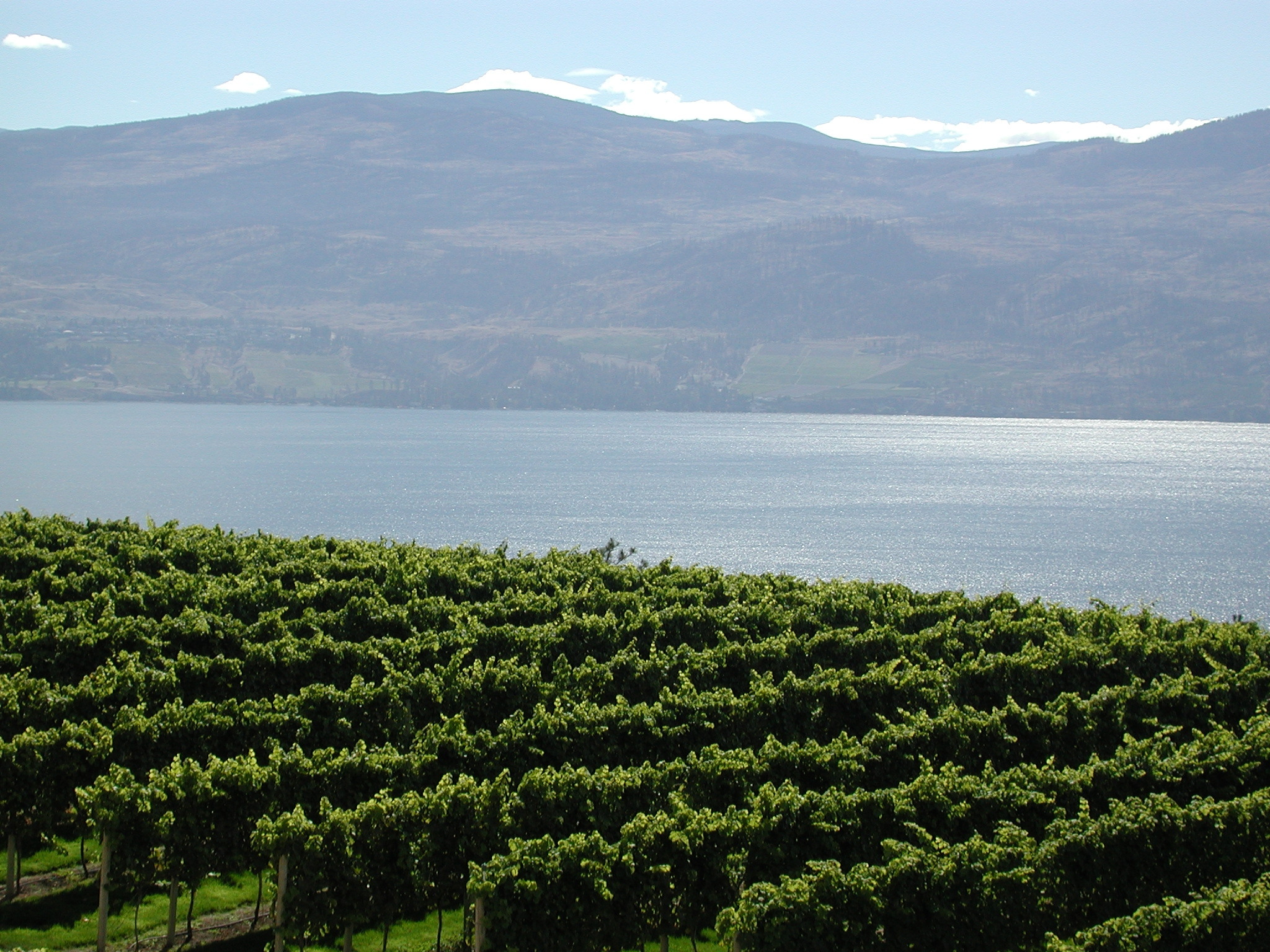
Виноградники около озера Оканаган в Британской Колумбии

Канадское вино производится свыше двухсот лет. Ранние поселенцы пытались вырастить «Vitis vinifera» (культурный виноград) — сорт винограда, привезённого из Европы с переменным успехом — в основном это не удавалось. Тогда они сосредоточились на местных разновидностях «Vitis labrusca» и «Vitis riparia» с использованием различных гибридов. Однако такие вина из-за их специфического вкуса, который часто называли «лисьим», обладали слабой конкурентоспособностью на рынке вин. Проблема разрешилась, когда сок винограда этих сортов был использован в изготовлении вин по технологии изготовления хереса. В 1800-х годах экспорт этих вин в Англию сделал Онтарио одним из наибольших винных экспортёров в Северной Америке в то время.
В первой половине двадцатого столетия антиалкогольная кампания и последующий потребительский спрос на креплёное вино и сладкие вина препятствовали развитию промышленности качественного столового вина. Но несмотря на это, в 1960-х годах спрос сместился от сладких и крепких вин в пользу сухих и более дешёвых столовых сортов. В то же самое время были существенно усовершенствованы технологии изготовления вина, выведены новые сорта винограда, более качественного и стойкого к болезням и вредителям. К тому же начали проводиться более серьёзные разработки и систематическое исследование в области виноградарства.
После отмены сухого закона в 1927 году регионы строго ограничили число выдаваемых лицензий на производство вина. В 1974 году был, наконец, понижен почти 50-летний мораторий на выдачу новых лицензий для винного производства. В течение того же самого десятилетия было установлено, что «Vinifera Vitis» всё-таки могла быть успешно выращена в Канаде. Производители считали, что высококачественные вина могли быть произведены, если бы «виноградные лозы» культурного винограда были выращены с пониженной урожайностью, с применением новых методов возделывания.
В 1988 в истории виноградарства Канады произошли три важных события: было подписано Канадско-американское соглашение о свободной торговле с США, учреждён стандарт «Союза качества виноторговли» (VQA) и внедрена основная программа улучшения качества виноградной лозы. Каждое из этих событий так или иначе улучшило жизнеспособность винной промышленности в Канаде.

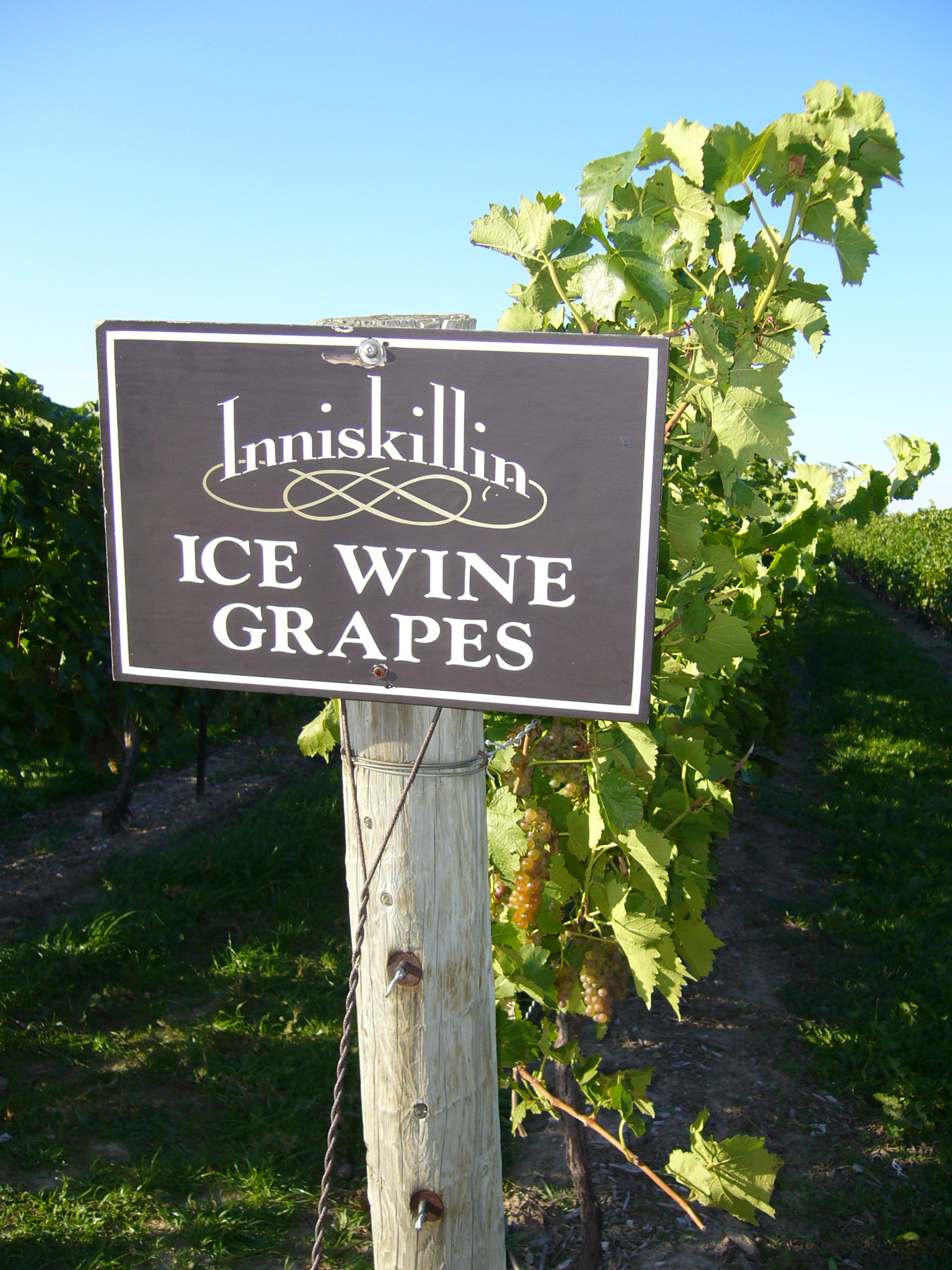
Виноградник в Онтарио, Канада

В течение 1990-х канадские виноторговцы продолжили традицию изготовления ледяного вина, которое потенциально может обладать более сложными ароматами и отличными вкусовыми свойствами. Из-за особенностей изготовления такого вина оно может выгодно отличаться от вина из винограда тех же сортов, но выращенного в более тёплых областях мира.

## Местный рынок
У канадских производителей вина менее 50 % канадского винного рынка, что делает Канаду одной из немногих производящих вино стран, где произведённые внутри государства вина не доминируют над импортируемыми. Хотя в целом доля вина на рынке против других алкогольных напитков (пива и более крепких спиртных напитков) продолжает увеличиваться: так, в конце 1990-х годов доля вина на рынке увеличилась с 21 % до 28 %, и с 2007 года его продажи увеличились на 9,5 %, то есть на 5 миллиардов долларов.
Несмотря на то, что в Канаде довольно много небольших винных заводов, рынок вина местного производства долго был во власти двух компаний, «Vincor International» и «Andres Wines». В 2006 году «Vincor International», который приобретал винные заводы в Калифорнии, Австралии и Новой Зеландии, был также приобретён «Constellation Brands» (США).
Канадские производители также импортируют разные сорта винограда и виноградного сока для производства вина. Эти продукты маркируются как «Cellared in Canada» (выдержано в Канаде).

## Экспорт
Некоторые сорта канадского вина экспортируются в США, Европу и на Дальний Восток. 
Главным экспортным продуктом для канадских винных заводов является ледяное вино. 
Основные импортёры — азиатские страны, в особенности Китай и Япония.